# Коротовский
Коротовский — хутор в Серафимовичском районе Волгоградской области.
Входит в состав Среднецарицынского сельского поселения.

## География
Стоит на реке Царица

### Улицы
- ул. Лесная
- ул. Раздольная
- ул. Центральная
- пер. Берёзовый
- пер. Ясный

## Население
| 2010 |
| ---- |
| 186  |

## Известные уроженцы, жители
- Калинин, Александр Сергеевич (1937—2012) — Герой Социалистического Труда.

## Инфраструктура
Личное подсобное хозяйство с зоной сельскохозяйственного использования, индивидуальная застройка усадебного типа.

## Транспорт
Остановка общественного транспорта «Коротовский».